# Leiobunum bruchi
Leiobunum bruchi is een hooiwagen uit de familie Sclerosomatidae.